# Carles Barranco
Carles Barranco (València, 1955 - València, 2002) va ser un cantant valencià.
Publicà un únic LP (Miralls) a Pu-put! (segell català de Zafiro, dirigit per Antoni Parera Fons) l'any 1978, amb una presentació de Joan Fuster que n'ocupà quasi tota la coberta. Conté moltes cançons pròpies (destaca "Cançó d'amor i de noces"), alguns temes coescrits amb altres autors, com Toni Mestre, i la musicació d'un poema de Vicent Andrés Estellés ("Jorns de festeig"). Tot plegat, arranjat amb predomini de les cordes per dos excel·lents músics: Enric Esteve i Toni Xuclà.
En els darrers anys, abans de la seva mort esdevinguda el 2002, s'havia dedicat a la fotografia: va ser el responsable de les cobertes de diversos discos de Joan Amèric.